# The Joan Baez Ballad Book
| Recensione              | Giudizio |
| ----------------------- | -------- |
| AllMusic                | [ 1 ]    |
| Dizionario del Pop-Rock | [ 2 ]    |

The Joan Baez Ballad Book è una raccolta su doppio album discografico della cantante folk statunitense Joan Baez, pubblicato dall'etichetta discografica Vanguard Records nel novembre del 1972.

## Tracce
Tutti i brani sono tradizionali o di pubblico dominio, eccetto dove indicato.
Lato A
1. East Virginia – 3:40 – Tratto dall'album: Joan Baez (1960)
2. Henry Martin – 4:10 – Tratto dall'album: Joan Baez (1960)
3. All My Trials – 4:36 – Tratto dall'album: Joan Baez (1960)
4. Old Blue – 2:32 – Tratto dall'album: Joan Baez, Vol. 2' (1961)
5. House of the Rising Sun – 2:52 – Tratto dall'album: Joan Baez (1960)
6. Wagoner's Lad – 2:10 – Tratto dall'album: Joan Baez, Vol. 2 (1961)

Lato B
1. Black Is the Color of My True Love's Hair – 2:33 (Arrangiamento e adattamento di John Jacob Niles) – Tratto dall'album: Folksingers 'Round Harvard Square (1959)
2. Lily of the West – 3:17 – Tratto dall'album: Joan Baez, Vol. 2 (1961)
3. Silkie – 3:55 – Tratto dall'album: Joan Baez, Vol. 2 (1961)
4. House Carpenter – 5:08 – Tratto dall'album: Joan Baez in Concert (1962)
5. The Trees They Do Grow High – 2:56 – Tratto dall'album: Joan Baez, Vol. 2 (1961)
6. Fare Thee Well (10,000 Miles) – 3:15 (David Gude) – Tratto dall'album: Joan Baez (1960)

Lato C
1. Barbara Allen – 4:13 – Tratto dall'album: Joan Baez, Vol. 2 (1961)
2. Jackaroe – 2:57 – Tratto dall'album: Joan Baez in Concert, Part 2 (1963)
3. John Riley – 3:50 (Ricky Neff) – Tratto dall'album: Joan Baez (1960)
4. Matty Groves – 7:18 – Tratto dall'album: Joan Baez in Concert (1962)
5. Queen of Hearts – 2:15 – Tratto dall'album: Joan Baez in Concert, Part 2 (1963)

Lato D
1. Fennario – 3:40 – Tratto dall'album: Joan Baez in Concert, Part 2 (1963)
2. Go Way from My Window – 2:10 (Arrangiamento di John Jacob Niles) – Tratto dall'album: Joan Baez/5 (1964)
3. Railroad Boy – 2:36 – Tratto dall'album: Joan Baez, Vol. 2 (1961)
4. Mary Hamilton – 5:54 – Tratto dall'album: Joan Baez (1960)
5. Once I Had a Sweetheart – 2:57 – Tratto dall'album: Joan Baez in Concert, Part 2 (1963)
6. Silver Dagger – 2:29 – Tratto dall'album: Joan Baez (1960)

## Musicisti
- Joan Baez - voce, chitarra
- Fred Hellerman - seconda chitarra (brano: All My Trials)

Note aggiuntive
- Maynard Solomon - produttore
- Jules Halfant - design copertina frontale album
- Eric Von Schmidt - artwotk copertina frontale e retrocopertina album, design interno copertina album